# Commissione Politiche dell'Unione europea della Camera dei deputati
La Commissione permanente XIV Politiche dell'Unione Europea è un organo della Camera dei deputati della Repubblica italiana, istituito a partire dalla XIII legislatura della Repubblica Italiana con la trasformazione della Commissione speciale per le politiche comunitarie in Commissione permanente.

## Funzione
La XIV Commissione ha competenze sugli aspetti ordinamentali dell'attività e dei provvedimenti delle Comunità europee e dell'attuazione degli accordi comunitari; sono inoltre assegnati alla Commissione i progetti di legge e gli schemi di atti normativi del Governo concernenti l'applicazione dei trattati istitutivi delle Comunità europee con le loro successive modificazioni e integrazioni, quelli relativi all'attuazione di norme comunitarie e, in generale, tutti i progetti di legge limitatamente ai profili di compatibilità con la normativa comunitaria.

## Composizione
La Commissione è composta da circa 45 deputati (di cui due segretari, due vicepresidenti e un presidente) scelti in modo omogeneo tra i componenti della Camera dei deputati, in modo da rispecchiarne le forze politiche presenti. Essi sono scelti dai gruppi parlamentari (e non dal Presidente, come invece accade per l'organismo della Giunta parlamentare): per la nomina dei membri ciascun Gruppo, entro cinque giorni dalla propria costituzione, procede, dandone comunicazione alla Presidenza della Camera, alla designazione dei propri rappresentanti nelle singole Commissioni permanenti.
Ogni deputato chiamato a far parte del governo o eletto presidente della Commissione è, per la durata della carica, sostituito dal suo gruppo nella Commissione con un altro deputato, che continuerà ad appartenere anche alla Commissione di provenienza. Tranne in rari casi nessun Deputato può essere assegnato a più di una Commissione permanente. Le Commissioni permanenti sono rinnovate dopo il primo biennio della legislatura ed i loro componenti possono essere confermati, ma i gruppi parlamentari possono cambiare i propri membri autonomamente in qualsiasi momento, sostituendoli, aggiungendoli o rimuovendoli, modificando di conseguenza anche il numero totale dei componenti della Commissione.

## Presidenti
| N° | Presidente | Presidente | Presidente                     | Gruppo parlamentare                                         | Mandato         | Mandato          | Legislatura  |
| N° | Presidente | Presidente | Presidente                     | Gruppo parlamentare                                         | Inizio          | Fine             | Legislatura  |
| -- | ---------- | ---------- | ------------------------------ | ----------------------------------------------------------- | --------------- | ---------------- | ------------ |
| 1  |            |            | Antonio Ruberti (1927-2000)    | Democratici di Sinistra - L'Ulivo                           | 10 agosto 1996  | 4 settembre 2000 | XIII (1996)  |
| 2  |            |            | Luigi Berlinguer (1932-2023)   | Democratici di Sinistra - L'Ulivo                           | 11 ottobre 2000 | 29 maggio 2001   | XIII (1996)  |
| 3  |            |            | Giacomo Stucchi (1969)         | Lega Nord Federazione Padana                                | 21 giugno 2001  | 27 aprile 2006   | XIV (2001)   |
| 4  |            |            | Franca Bimbi (1947)            | Partito Democratico-L'Ulivo                                 | 6 giugno 2006   | 28 aprile 2008   | XV (2006)    |
| 5  |            |            | Mario Pescante (1938)          | Popolo della Libertà                                        | 22 maggio 2008  | 14 marzo 2013    | XVI (2008)   |
| 6  |            |            | Michele Bordo (1973)           | Partito Democratico                                         | 7 maggio 2013   | 22 marzo 2018    | XVII (2013)  |
| 7  |            |            | Sergio Battelli (1982)         | MoVimento 5 Stelle (2018-2022) Insieme per il Futuro (2022) | 21 giugno 2018  | 12 ottobre 2022  | XVIII (2018) |
| 8  |            |            | Alessandro Giglio Vigna (1980) | Lega - Salvini Premier                                      | 9 novembre 2022 | in carica        | XIX (2022)   |

## Composizione nella XIX legislatura (2022 -in corso)
Elenco dei membri a settembre 2024
| Gruppo parlamentare                                        | Gruppo parlamentare                                                          | Deputato                                                    |
| ---------------------------------------------------------- | ---------------------------------------------------------------------------- | ----------------------------------------------------------- |
|                                                            | Lega - Salvini Premier                                                       | Alessandro Giglio Vigna (presidente)                        |
|                                                            | Partito Democratico - Italia Democratica e Progressista                      | Marianna Madia (vicepresidente)                             |
|                                                            | Fratelli d'Italia                                                            | Gianfranco Rotondi (vicepresidente)                         |
|                                                            | Italia Viva-Il Centro-Renew Europe                                           | Isabella De Monte (segretaria)                              |
|                                                            | Noi moderati (Noi con l'Italia, Coraggio Italia, UdC, Italia al Centro)-MAIE | Calogero Pisano (segretario)                                |
|                                                            | Fratelli d'Italia                                                            | Alessia Ambrosi                                             |
| Salvatore Caiata (in sostituzione di Raffaele Fitto)       | Fratelli d'Italia                                                            |                                                             |
| Grazia Di Maggio                                           | Fratelli d'Italia                                                            |                                                             |
| Giovanni Donzelli                                          | Fratelli d'Italia                                                            |                                                             |
| Antonio Giordano                                           | Fratelli d'Italia                                                            |                                                             |
| Lucrezia Mantovani                                         | Fratelli d'Italia                                                            |                                                             |
| Fabio Pietrella(in sostituzione di Eugenia Maria Roccella) | Fratelli d'Italia                                                            |                                                             |
|                                                            | Lega - Salvini Premier                                                       | Alberto Bagnai (in sostituzione di Giancarlo Giorgetti)     |
| Stefano Candiani                                           | Lega - Salvini Premier                                                       |                                                             |
| Fabrizio Cecchetti                                         | Lega - Salvini Premier                                                       |                                                             |
|                                                            | Partito Democratico - Italia Democratica e Progressista                      | Piero De Luca                                               |
| Lorenzo Guerini                                            | Partito Democratico - Italia Democratica e Progressista                      |                                                             |
| Rosanna Filippin                                           | Partito Democratico - Italia Democratica e Progressista                      |                                                             |
| Patrizia Prestipino                                        | Partito Democratico - Italia Democratica e Progressista                      |                                                             |
|                                                            | MoVimento 5 Stelle                                                           | Raffaele Bruno                                              |
| Filippo Scerra                                             | MoVimento 5 Stelle                                                           |                                                             |
| Elisa Scutellà                                             | MoVimento 5 Stelle                                                           |                                                             |
|                                                            | Forza Italia - Berlusconi Presidente - PPE                                   | Alessandro Battilocchio (in sostituzione di Antonio Tajani) |
| Alessandro Cattaneo                                        | Forza Italia - Berlusconi Presidente - PPE                                   |                                                             |
| Cristina Rossello                                          | Forza Italia - Berlusconi Presidente - PPE                                   |                                                             |
|                                                            | Misto-Non iscritti                                                           | Lorenzo Cesa                                                |